# Ottone I di Carinzia
Ottone I di Carinzia, detto anche Ottone di Worms, (950 circa – 4 novembre 1004) è stato un nobile tedesco, duca di Carinzia e margravio di Verona dal 978 al 985, nuovamente margravio di Verona dal 995 alla morte e nuovamente duca di Carinzia dal 1002 alla morte.

## Biografia

### Origini
Unico figlio di Corrado il Rosso, duca di Lotaringia, e Liutgarda, figlia dell'Imperatore Ottone I di Sassonia, la sua data di nascita rimane sconosciuta. Nel 956 venne investito delle contee di Spira, Worms e Nahe.

### Duca di Carinzia
A seguito della rivolta guidata dal duca Enrico II di Baviera nei confronti del cugino Ottone II, i territori meridionali, ossia quelli ribelli, vennero riorganizzati. La Carinzia venne separata dalla Baviera e unita alla marca di Verona ed elevata al rango di ducato. Ad amministrare il territorio l'imperatore chiamò suo cugino Ottone di Worms che venne così conosciuto come Ottone di Carinzia.
Nel 983 dovette rinunciare alla Carinzia, assegnata al cugino Enrico III di Baviera in un concilio tenutosi a Verona. Nel 995, con la morte di Enrico II di Baviera, la marca veronese tornò sotto il controllo di Ottone. Dopo la morte dell'imperatore Ottone III di Sassonia, Ottone di Carinzia, che era nipote diretto di Ottone I, fu tra i principali candidati alla successione ma egli rinunciò favorendo l'ascesa di Enrico II al trono imperiale. In cambio egli ricevette dal nuovo imperatore la Carinzia.
Nel 1002 venne inviato dall'Imperatore Enrico II in Italia per combattere Arduino d'Ivrea che era stato incoronato Re d'Italia. Tuttavia, grazie ad alcune abili mosse di Arduino, l'esercito di Ottone venne bloccato nella valle dell'Adige e sconfitto, dopo aver cercato di accerchiare il nemico, nella valle del Brenta.
Due anni dopo Ottone morì lasciando le redini del suo ducato al figlio Corrado.

## Discendenza
Ottone di Carinzia sposò Giuditta († 991), forse nipote di Arnolfo il Cattivo, e dalla loro unione nacquero i seguenti figli:
- Enrico di Spira;
- Bruno, salito al soglio papale col nome di Gregorio V;
- Corrado;
- Guglielmo, arcivescovo di Strasburgo;
- Giuditta (forse), che sposò Ugo II di Tuscia[1].

## Ascendenza
|                          |                      |                       | Genitori                |  |  | Nonni |  |  | Bisnonni |  |  | Trisnonni |  |
|                          |                      |                       |                         |  |  |       |  |  | …        |  |  | …         |  |
|                          |                      |                       |                         |  |  |       |  |  | …        |  |  | …         |  |
|                          |                      | …                     |                         |  |  |       |  |  | …        |  |  |           |  |
| Guarniero V di Speyergau |                      |                       |                         |  |  |       |  |  | …        |  |  |           |  |
|                          |                      | …                     | …                       |  |  |       |  |  |          |  |  |           |  |
|                          |                      | …                     | …                       |  |  |       |  |  |          |  |  |           |  |
|                          |                      | …                     | …                       |  |  |       |  |  |          |  |  |           |  |
| Corrado il Rosso         |                      | …                     |                         |  |  |       |  |  |          |  |  |           |  |
|                          |                      | …                     | …                       |  |  |       |  |  |          |  |  |           |  |
|                          |                      | …                     | …                       |  |  |       |  |  |          |  |  |           |  |
|                          |                      | …                     | …                       |  |  |       |  |  |          |  |  |           |  |
| Hicha di Svevia          |                      | …                     |                         |  |  |       |  |  |          |  |  |           |  |
|                          |                      | …                     | …                       |  |  |       |  |  |          |  |  |           |  |
|                          |                      | …                     | …                       |  |  |       |  |  |          |  |  |           |  |
|                          |                      | …                     | …                       |  |  |       |  |  |          |  |  |           |  |
| Ottone I di Carinzia     |                      | …                     |                         |  |  |       |  |  |          |  |  |           |  |
|                          | Enrico I di Sassonia | Ottone di Sassonia    |                         |  |  |       |  |  |          |  |  |           |  |
|                          | Enrico I di Sassonia | Ottone di Sassonia    |                         |  |  |       |  |  |          |  |  |           |  |
|                          | Enrico I di Sassonia | Edvige di Bsbenberg   |                         |  |  |       |  |  |          |  |  |           |  |
| Ottone I di Sassonia     | Enrico I di Sassonia |                       |                         |  |  |       |  |  |          |  |  |           |  |
|                          |                      | Matilde di Ringelheim | Teodorico di Ringelheim |  |  |       |  |  |          |  |  |           |  |
|                          |                      | Matilde di Ringelheim | Teodorico di Ringelheim |  |  |       |  |  |          |  |  |           |  |
|                          |                      | Matilde di Ringelheim | Rinilde di Frisia       |  |  |       |  |  |          |  |  |           |  |
| Liutgarda                |                      | Matilde di Ringelheim |                         |  |  |       |  |  |          |  |  |           |  |
|                          |                      | Edoardo il Vecchio    | Alfredo il Grande       |  |  |       |  |  |          |  |  |           |  |
|                          |                      | Edoardo il Vecchio    | Alfredo il Grande       |  |  |       |  |  |          |  |  |           |  |
|                          |                      | Edoardo il Vecchio    | Ealhswith               |  |  |       |  |  |          |  |  |           |  |
| Eadgyth                  |                      | Edoardo il Vecchio    |                         |  |  |       |  |  |          |  |  |           |  |
|                          |                      | Elfleda               | Aethelhelm di Wiltshire |  |  |       |  |  |          |  |  |           |  |
|                          |                      | Elfleda               | Aethelhelm di Wiltshire |  |  |       |  |  |          |  |  |           |  |
|                          |                      | Elfleda               | …                       |  |  |       |  |  |          |  |  |           |  |
|                          |                      | Elfleda               |                         |  |  |       |  |  |          |  |  |           |  |